# 교육협회
교육협회(敎育協會)는 대한민국 제헌국회의원 선거에서 1석의 당선자를 내던 대한민국의 정당이다.
당시 당선자는 경상북도 청송군 선거구(제10선거구)에서 당선되던 김봉조이다.